# Liste der Monuments historiques in Son
Die Liste der Monuments historiques in Son führt die Monuments historiques in der französischen Gemeinde Son auf.

## Liste der Objekte
| Bezeichnung | Beschreibung           | Standort                              | Kennzeichnung | Schutzstatus | Datum | Bild |
| ----------- | ---------------------- | ------------------------------------- | ------------- | ------------ | ----- | ---- |
| Taufbecken  | Stein, 12. Jahrhundert | in der Kirche St-Jean-Baptiste (Lage) | PM08000539    | Classé       | 1933  |      |